# Championnat de France féminin de rugby à XV de 1re division fédérale 2021-2022
Navigation
Fédérale 1 féminine 2020-2021 Fédérale 1 féminine 2022-2023
Le championnat de France féminin de rugby à XV de 1re division fédérale 2021-2022 voit s'affronter 36 équipes réparties dans 4 poules de 9.

## Règlement

### Participants
Le championnat est disputé par 36 équipes qui se dénombrent de la façon suivante :
- 1 équipe reléguée du championnat de France d'Élite 2;
- 35 équipes issues du championnat de France de Fédérale 1 lors de la saison précédente.

Pensionnaire de la poule 3, le Castres olympique déclare forfait à l'ouverture de la saison.

### Organisation
Les équipes invitées à participer au championnat sont réparties dans 4 poules de 9 clubs établies selon un critère d'optimisation géographique. Les équipes de chaque poule sont opposées lors de matchs « aller » et « retour ».
À partir de cette saison, les phases finales pour les équipes « réserve » et les équipes « une » sont séparées :
- Les deux équipes « une » les mieux classées de chaque poule sont qualifiées pour la phase finale qui débute en quart-de-finale[2]. À l'issue de cette phase finale, le vainqueur est sacré champion de France de Fédérale 1 Féminine et promu en Élite 2 pour la saison suivante[2].
- Les deux équipes « réserve » les mieux classées de chaque poule sont qualifiées pour le challenge fédéral des équipes « réserve » qui débute également en quart-de-finale. Le vainqueur de la finale remporte le challenge fédéral des équipes « réserve », ce qui constitue un titre honorifique et non un titre de champion de France[2].

En 2022-2023, les équipes réserves des clubs d'Élite 1 quitteront la compétition. Pour compenser ce départ, aucune équipe ne sont reléguées en Fédérale 2 féminine à l'issue de la saison.

## Saison régulière

### Poule 1
| \| Lille MRCV Besançon Dole Auxonne XV CR Illkirch-Graffenstaden Nancy Seichamps Rugby \| Localisation des clubs engagés dans la poule (hors Île-de-France). |
| Lille MRCV Besançon Dole Auxonne XV CR Illkirch-Graffenstaden Nancy Seichamps Rugby                                                                          |

| \| AC Bobigny 93 Union des Bords de Marne RC Courbevoie Stade français SCUF / PORC \| Localisation des clubs franciliens engagés dans la poule. |
| AC Bobigny 93 Union des Bords de Marne RC Courbevoie Stade français SCUF / PORC                                                                 |

| Ville(s) | Club                                             | Saison 2019-2020 |
| --- | ------------------------------------------------ | ---------------- |
| Besançon, Dole et Auxonne                                                                                        | Besançon Dole Auxonne XV                         | 4e, poule 2      |
| Bobigny | AC Bobigny 93 rugby (équipe réserve)             | 2e, poule 1      |
| Courbevoie | Rugby club de Courbevoie                         | Fédérale 2       |
| Fontenay-sous-Bois, Le Perreux-sur-Marne, Nogent-sur-Marne, Villiers-sur-Marne, Joinville-le-Pont, Bry-sur-Marne | Union des Bords de Marne                         | 7e, poule 1      |
| Illkirch-Graffenstaden                                                                                           | CR Illkirch Graffenstaden                        | 7e, poule 2      |
| Lille, Villeneuve-d'Ascq                                                                                         | Lille Métropole RC villeneuvois (équipe réserve) | 1er, poule 1     |
| Nancy et Seichamps                                                                                               | Nancy Seichamps rugby                            | 8e, poule 2      |
| Paris | Rassemblement SCUF et Paris olympique RC         | 6e, poule 1      |
| Paris | Stade français Paris (équipe réserve)            | 3e, poule 1      |

- : Qualifiés pour les phases finales

Classement
1. - AC Bobigny 93 rugby (équipe réserve) - 74 points
2. - Union des Bords de Marne - 62 points
3. - Lille Métropole RC villeneuvois (équipe réserve) - 59 points
4. - Stade français Paris (équipe réserve) - 51 points
5. - Besançon Dole Auxonne XV - 34 points
6. - CR Illkirch Graffenstaden - 23 points
7. - Rassemblement SCUF et Paris olympique RC - 15 points
8. - Nancy Seichamps rugby - 12 points
9. - Rugby club de Courbevoie - 10 points

### Poule 2
| \| AS Béziers Violettes bressanes SO Chambéry FC Grenoble Grenoble UC Lyon OU Montpellier RC RC Nîmes RC Toulon \| Localisation des clubs engagés dans la poule. |
| AS Béziers Violettes bressanes SO Chambéry FC Grenoble Grenoble UC Lyon OU Montpellier RC RC Nîmes RC Toulon                                                     |

| Ville(s)                       | Club                                                | Saison 2019-2020 |
| ------------------------------ | --------------------------------------------------- | ---------------- |
| Béziers                        | AS Béziers Hérault                                  | 4e, poule 3      |
| Bourg-en-Bresse                | Violettes bressanes                                 | 9e, poule 2      |
| Chambéry, Ugine et Albertville | Rassemblement SO Chambéry et SO Ugine Albertville   | 5e, poule 2      |
| Grenoble                       | FC Grenoble (équipe réserve)                        | 3e, poule 2      |
| Grenoble                       | Grenoble Université Club                            | 6e, poule 2      |
| Lyon                           | Lyon olympique universitaire rugby (équipe réserve) | 2e, poule 2      |
| Montpellier                    | Montpellier rugby club (équipe réserve)             | 5e (Élite 2)     |
| Nîmes                          | Rugby club nîmois                                   | 5e, poule 3      |
| Toulon                         | Rugby club toulonnais                               | 8e, poule 3      |

- : Qualifiés pour les phases finales

Classement
1. - FC Grenoble (équipe réserve) - 68 points
2. - Lyon olympique universitaire rugby (équipe réserve) - 62 points
3. - Montpellier rugby club (équipe réserve) - 61 points
4. - AS Béziers Hérault - 47 points
5. - Grenoble Université Club - 35 points
6. - Rugby club nîmois - 32 points
7. - Rassemblement SO Chambéry et SO Ugine Albertville - 13 points
8. - Violettes Bressanes - 10 points
9. - Rugby club toulonnais - 7 points

### Poule 3
| \| AS Bayonne Lons Section paloise \| Localisation des clubs engagés dans la poule (hors Occitanie). |
| AS Bayonne Lons Section paloise                                                                      |

| \| Blagnac rugby Castres olympique UA Gaillac Pays Sud Toulousain fémina rugby Rass. Tarbes Ibos Toulouse Cheminots Marengo Stade toulousain Lons \| Localisation des clubs engagés dans la poule (en Occitanie). |
| Blagnac rugby Castres olympique UA Gaillac Pays Sud Toulousain fémina rugby Rass. Tarbes Ibos Toulouse Cheminots Marengo Stade toulousain Lons                                                                    |

| Ville(s)     | Club                                   | Saison 2019-2020 |
| ------------ | -------------------------------------- | ---------------- |
| Bayonne      | AS Bayonne (équipe réserve)            | 4e, poule 4      |
| Blagnac      | Blagnac rugby féminin (équipe réserve) | 1er, poule 3     |
| Castres      | Castres olympique                      | 3e, poule 3      |
| Le Fousseret | Pays Sud Toulousain Femina rugby       | 7e, poule 3      |
| Gaillac      | Union athlétique gaillacoise           | 6e, poule 3      |
| Lons         | Lons Section paloise (équipe réserve)  | Fédérale 2       |
| Tarbes, Ibos | Rassemblement Tarbes Ibos              | 9e (Élite 2)     |
| Toulouse     | Toulouse Cheminots Marengo Sports      | 2e, poule 3      |
| Toulouse     | Stade toulousain (équipe réserve)      | 6e (Élite 2)     |

- : Qualifiés pour les phases finales

Classement
1. - Stade toulousain (équipe réserve) - 54 points
2. - Blagnac rugby féminin (équipe réserve) - 54 points
3. - AS Bayonne (équipe réserve) - 38 points
4. - Union athlétique gaillacoise - 34 points
5. - Rassemblement Tarbes Ibos - 32 points
6. - Lons Section paloise (équipe réserve) - 28 points
7. - Pays Sud Toulousain Femina rugby - 14 points
8. - Toulouse Cheminots Marengo Sports - 5 points
9. - Castres olympique (forfait général)

### Poule 4
| \| Breizh Barians Stade bordelais CA Brive Évreux Athletic Club Liger Hyènes Gien US Joué CA Périgueux Stade rennais ASM Romagnat \| Localisation des clubs engagés dans la poule. |
| Breizh Barians Stade bordelais CA Brive Évreux Athletic Club Liger Hyènes Gien US Joué CA Périgueux Stade rennais ASM Romagnat                                                     |

| Ville(s)           | Club                                      | Saison 2019-2020 |
| ------------------ | ----------------------------------------- | ---------------- |
| Auray              | Breizh Barians                            | Fédérale 2       |
| Bordeaux           | Stade bordelais (équipe réserve)          | 5e, poule 4      |
| Brive-la-Gaillarde | CA Brive                                  | 6e, poule 4      |
| Évreux             | Évreux Athletic Club                      | 9e, poule 1      |
| Gien               | Rassemblement Liger Hyènes RC Gien Briare | Fédérale 2       |
| Joué-lès-Tours     | US Joué                                   | 5e, poule 1      |
| Périgueux          | CA Périgueux                              | 7e, poule 4      |
| Rennes             | Stade rennais rugby (équipe réserve)      | 4e, poule 1      |
| Romagnat           | ASM Romagnat (équipe réserve)             | 3e, poule 4      |

- : Qualifiés pour les phases finales

Classement
1. - Stade bordelais (équipe réserve) - 56 points
2. - US Joué - 53 points
3. - ASM Romagnat (équipe réserve) - 50 points
4. - Stade rennais rugby (équipe réserve) - 46 points
5. - CA Brive - 36 points
6. - Breizh Barians - 17 points
7. - Évreux Athletic Club - 13 points
8. - Rassemblement Liger Hyènes Gien - (-1) point
9. - CA Périgueux

## Phases finales

### Championnat de France
|  | Quarts de finale             | Quarts de finale                                         |                          |    | Demi-finales                              | Demi-finales                              |  |  | Finale                                      | Finale                                      |
|  | Quarts de finale             | Quarts de finale                                         |                          |    | Demi-finales                              | Demi-finales                              |  |  | Finale                                      | Finale                                      |
|  |                              |                                                          |                          |    |                                           |                                           |  |  |                                             |                                             |
|  | 22 mai 2022                  | 22 mai 2022                                              |                          |    | 29 mai 2022 au Stade Léo Lagrange, Bellac | 29 mai 2022 au Stade Léo Lagrange, Bellac |  |  | 4 juin 2022 au Stade Lesdiguières, Grenoble | 4 juin 2022 au Stade Lesdiguières, Grenoble |
|  | 22 mai 2022                  | 22 mai 2022                                              |                          |    | 29 mai 2022 au Stade Léo Lagrange, Bellac | 29 mai 2022 au Stade Léo Lagrange, Bellac |  |  | 4 juin 2022 au Stade Lesdiguières, Grenoble | 4 juin 2022 au Stade Lesdiguières, Grenoble |
|  | Union des Bords de Marne     | 32                                                       |                          |    | 29 mai 2022 au Stade Léo Lagrange, Bellac | 29 mai 2022 au Stade Léo Lagrange, Bellac |  |  | 4 juin 2022 au Stade Lesdiguières, Grenoble | 4 juin 2022 au Stade Lesdiguières, Grenoble |
|  | Union des Bords de Marne     | 32                                                       |                          |    | 29 mai 2022 au Stade Léo Lagrange, Bellac | 29 mai 2022 au Stade Léo Lagrange, Bellac |  |  | 4 juin 2022 au Stade Lesdiguières, Grenoble | 4 juin 2022 au Stade Lesdiguières, Grenoble |
|  | Besançon Dole Auxonne XV     | 20                                                       |                          |    | 29 mai 2022 au Stade Léo Lagrange, Bellac | 29 mai 2022 au Stade Léo Lagrange, Bellac |  |  | 4 juin 2022 au Stade Lesdiguières, Grenoble | 4 juin 2022 au Stade Lesdiguières, Grenoble |
|  | Besançon Dole Auxonne XV     | 20                                                       | Union des Bords de Marne | 29 |                                           |                                           |  |  | 4 juin 2022 au Stade Lesdiguières, Grenoble | 4 juin 2022 au Stade Lesdiguières, Grenoble |
|  | 22 mai 2022                  |                                                          | Union des Bords de Marne | 29 |                                           |                                           |  |  | 4 juin 2022 au Stade Lesdiguières, Grenoble | 4 juin 2022 au Stade Lesdiguières, Grenoble |
|  |                              | Union athlétique gaillacoise                             | 24                       |    |                                           |                                           |  |  | 4 juin 2022 au Stade Lesdiguières, Grenoble | 4 juin 2022 au Stade Lesdiguières, Grenoble |
|  | Union athlétique gaillacoise | Union athlétique gaillacoise                             | 24                       | 23 |                                           |                                           |  |  | 4 juin 2022 au Stade Lesdiguières, Grenoble | 4 juin 2022 au Stade Lesdiguières, Grenoble |
|  | Union athlétique gaillacoise |                                                          |                          | 23 |                                           |                                           |  |  | 4 juin 2022 au Stade Lesdiguières, Grenoble | 4 juin 2022 au Stade Lesdiguières, Grenoble |
|  | CA Brive                     | 5                                                        |                          |    |                                           |                                           |  |  | 4 juin 2022 au Stade Lesdiguières, Grenoble | 4 juin 2022 au Stade Lesdiguières, Grenoble |
|  | CA Brive                     | 5                                                        | Union des Bords de Marne | 10 |                                           |                                           |  |  |                                             |                                             |
|  | 22 mai 2022                  |                                                          | Union des Bords de Marne | 10 |                                           |                                           |  |  |                                             |                                             |
|  |                              | US Joué                                                  | 33                       |    |                                           |                                           |  |  |                                             |                                             |
|  | AS Béziers Hérault           | US Joué                                                  | 33                       | 18 |                                           |                                           |  |  |                                             |                                             |
|  | AS Béziers Hérault           | 29 mai 2022 au Stade Amédée-Domenech, Brive-la-Gaillarde |                          | 18 |                                           |                                           |  |  |                                             |                                             |
|  | Rass. Tarbes Ibos            | 20                                                       |                          |    |                                           |                                           |  |  |                                             |                                             |
|  | Rass. Tarbes Ibos            | 20                                                       | Rass. Tarbes Ibos        | 14 |                                           |                                           |  |  |                                             |                                             |
|  | 22 mai 2022                  |                                                          | Rass. Tarbes Ibos        | 14 |                                           |                                           |  |  |                                             |                                             |
|  |                              | US Joué                                                  | 32                       |    |                                           |                                           |  |  |                                             |                                             |
|  | US Joué                      | US Joué                                                  | 32                       | 27 |                                           |                                           |  |  |                                             |                                             |
|  | US Joué                      |                                                          |                          | 27 |                                           |                                           |  |  |                                             |                                             |
|  | Grenoble Université Club     | 7                                                        |                          |    |                                           |                                           |  |  |                                             |                                             |
|  | Grenoble Université Club     | 7                                                        |                          |    |                                           |                                           |  |  |                                             |                                             |

### Challenge fédéral des équipes «réserve»
|  | Quarts de finale                               | Quarts de finale                           |                        |    | Demi-finales                                            | Demi-finales                                            |  |  | Finale                                      | Finale                                      |
|  | Quarts de finale                               | Quarts de finale                           |                        |    | Demi-finales                                            | Demi-finales                                            |  |  | Finale                                      | Finale                                      |
|  |                                                |                                            |                        |    |                                                         |                                                         |  |  |                                             |                                             |
|  | 22 mai 2022 au Stade Henri Wallon, Bobigny     | 22 mai 2022 au Stade Henri Wallon, Bobigny |                        |    | 29 mai 2022 au Stade Edmond De Villiers, Saint-Affrique | 29 mai 2022 au Stade Edmond De Villiers, Saint-Affrique |  |  | 4 juin 2022 au Stade Lesdiguières, Grenoble | 4 juin 2022 au Stade Lesdiguières, Grenoble |
|  | 22 mai 2022 au Stade Henri Wallon, Bobigny     | 22 mai 2022 au Stade Henri Wallon, Bobigny |                        |    | 29 mai 2022 au Stade Edmond De Villiers, Saint-Affrique | 29 mai 2022 au Stade Edmond De Villiers, Saint-Affrique |  |  | 4 juin 2022 au Stade Lesdiguières, Grenoble | 4 juin 2022 au Stade Lesdiguières, Grenoble |
|  | AC Bobigny 93 rugby                            | 15                                         |                        |    | 29 mai 2022 au Stade Edmond De Villiers, Saint-Affrique | 29 mai 2022 au Stade Edmond De Villiers, Saint-Affrique |  |  | 4 juin 2022 au Stade Lesdiguières, Grenoble | 4 juin 2022 au Stade Lesdiguières, Grenoble |
|  | AC Bobigny 93 rugby                            | 15                                         |                        |    | 29 mai 2022 au Stade Edmond De Villiers, Saint-Affrique | 29 mai 2022 au Stade Edmond De Villiers, Saint-Affrique |  |  | 4 juin 2022 au Stade Lesdiguières, Grenoble | 4 juin 2022 au Stade Lesdiguières, Grenoble |
|  | ASM Romagnat                                   | 17                                         |                        |    | 29 mai 2022 au Stade Edmond De Villiers, Saint-Affrique | 29 mai 2022 au Stade Edmond De Villiers, Saint-Affrique |  |  | 4 juin 2022 au Stade Lesdiguières, Grenoble | 4 juin 2022 au Stade Lesdiguières, Grenoble |
|  | ASM Romagnat                                   | 17                                         | ASM Romagnat           | 11 |                                                         |                                                         |  |  | 4 juin 2022 au Stade Lesdiguières, Grenoble | 4 juin 2022 au Stade Lesdiguières, Grenoble |
|  | 22 mai 2022 au Stade Sainte-Germaine, Bordeaux |                                            | ASM Romagnat           | 11 |                                                         |                                                         |  |  | 4 juin 2022 au Stade Lesdiguières, Grenoble | 4 juin 2022 au Stade Lesdiguières, Grenoble |
|  |                                                | Montpellier rugby club                     | 32                     |    |                                                         |                                                         |  |  | 4 juin 2022 au Stade Lesdiguières, Grenoble | 4 juin 2022 au Stade Lesdiguières, Grenoble |
|  | Stade bordelais                                | Montpellier rugby club                     | 32                     | 13 |                                                         |                                                         |  |  | 4 juin 2022 au Stade Lesdiguières, Grenoble | 4 juin 2022 au Stade Lesdiguières, Grenoble |
|  | Stade bordelais                                |                                            |                        | 13 |                                                         |                                                         |  |  | 4 juin 2022 au Stade Lesdiguières, Grenoble | 4 juin 2022 au Stade Lesdiguières, Grenoble |
|  | Montpellier rugby club                         | 24                                         |                        |    |                                                         |                                                         |  |  | 4 juin 2022 au Stade Lesdiguières, Grenoble | 4 juin 2022 au Stade Lesdiguières, Grenoble |
|  | Montpellier rugby club                         | 24                                         | Montpellier rugby club | 12 |                                                         |                                                         |  |  |                                             |                                             |
|  | 22 mai 2022 au Stade Ernest-Argelès, Blagnac   |                                            | Montpellier rugby club | 12 |                                                         |                                                         |  |  |                                             |                                             |
|  |                                                | Stade toulousain                           | 24                     |    |                                                         |                                                         |  |  |                                             |                                             |
|  | Blagnac rugby féminin                          | Stade toulousain                           | 24                     | 7  |                                                         |                                                         |  |  |                                             |                                             |
|  | Blagnac rugby féminin                          | 29 mai 2022 au Stade Léo Lagrange, Mauguio |                        | 7  |                                                         |                                                         |  |  |                                             |                                             |
|  | Stade toulousain                               | 19                                         |                        |    |                                                         |                                                         |  |  |                                             |                                             |
|  | Stade toulousain                               | 19                                         | Stade toulousain       | 28 |                                                         |                                                         |  |  |                                             |                                             |
|  | 22 mai 2022 au Stade Lesdiguières, Grenoble    |                                            | Stade toulousain       | 28 |                                                         |                                                         |  |  |                                             |                                             |
|  |                                                | FC Grenoble                                | 22                     |    |                                                         |                                                         |  |  |                                             |                                             |
|  | FC Grenoble                                    | FC Grenoble                                | 22                     | 24 |                                                         |                                                         |  |  |                                             |                                             |
|  | FC Grenoble                                    |                                            |                        | 24 |                                                         |                                                         |  |  |                                             |                                             |
|  | Lille Métropole RC villeneuvois                | 19                                         |                        |    |                                                         |                                                         |  |  |                                             |                                             |
|  | Lille Métropole RC villeneuvois                | 19                                         |                        |    |                                                         |                                                         |  |  |                                             |                                             |